# Sojus (Rakete)

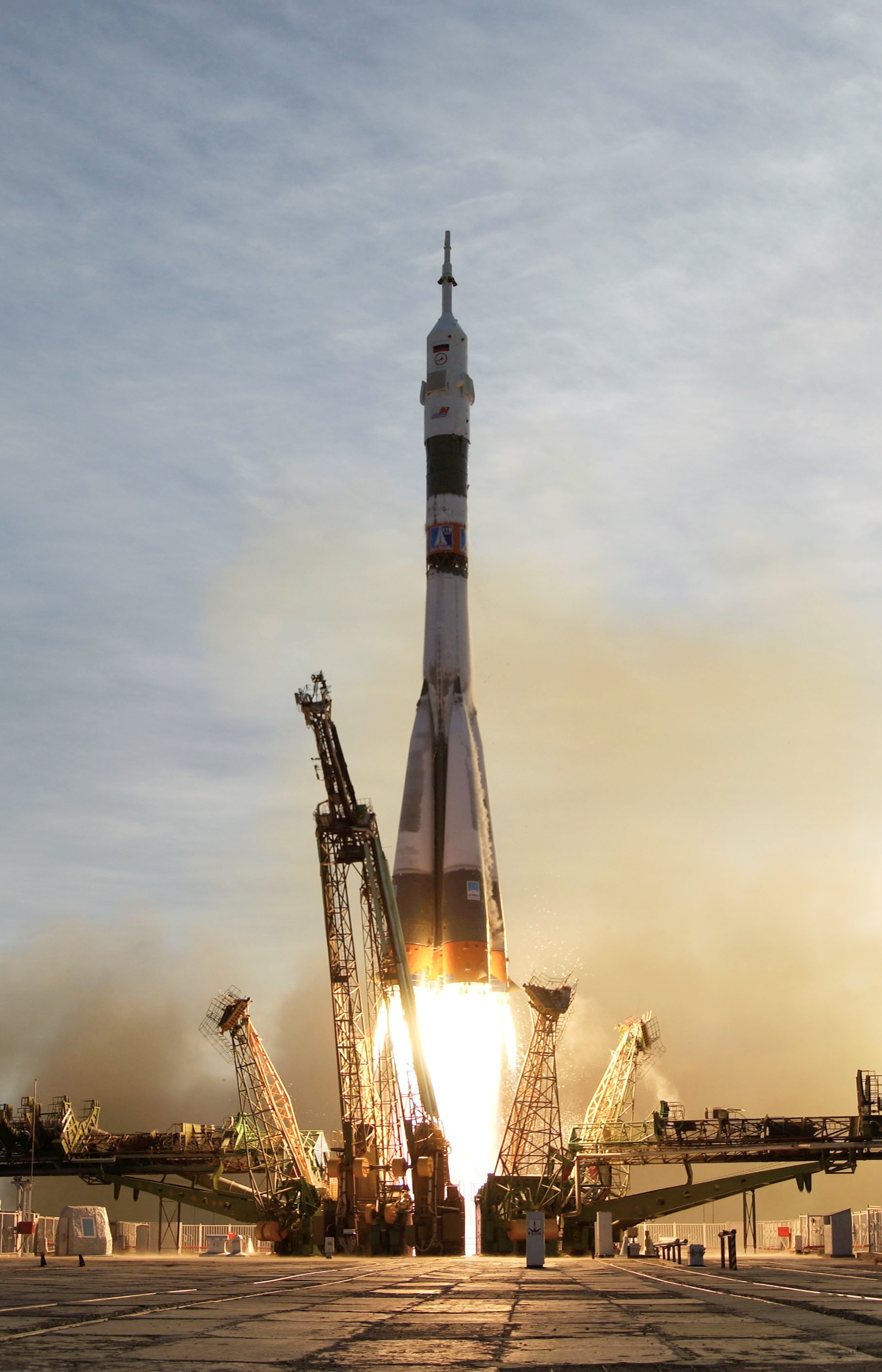
Eine Sojus-FG startet das bemannte Raumschiff Sojus TMA-5 (Baikonur, 14. Oktober 2004)

Die Sojus [sʌˈjus] (russisch Союз, „Union“, „Vereinigung“) ist eine russische Trägerrakete. Mit über 1000 Einsätzen seit ihrem Erstflug im Jahr 1966 ist sie die meistgeflogene Rakete in der Raumfahrtgeschichte. Die Sojus entstand als Weiterentwicklung der ersten Interkontinentalrakete, der R-7. Von zahlreichen Varianten der Rakete sind heute noch die Sojus-2.1-Typen im Einsatz.

## Überblick
Die R-7 hatte ihre erste erfolgreiche Weltraummission am 4. Oktober 1957 mit Sputnik 1 an Bord. Durch ständige Weiterentwicklung entstanden viele Varianten der R-7, die zudem immer leistungsfähiger und zuverlässiger wurden. Die bekannteste und einzige heute noch verwendete Variante der R-7 ist die Sojus. Sie entstand durch leichte Modifizierungen der R7-Variante Woschod, mit der anfänglichen Aufgabe, bemannte Sojus-Raumschiffe zu starten. Dabei waren die Unterschiede zwischen beiden Raketen so gering, dass einige Autoren die Woschod ebenfalls der Sojus-Reihe zurechnen. Der Erststart der Sojus fand am 28. November 1966 statt (die Woschod flog bereits seit 1963). Seitdem wurde die Rakete zum Starten von unterschiedlichsten Nutzlasten verwendet, darunter waren unter anderem alle bemannten Sojus-Raumschiffe und Progress-Raumtransporter, außerdem niedrigfliegende Forschungs- und Militärsatelliten und seit dem Jahr 1999 mit zusätzlicher Ikar- beziehungsweise Fregat-Oberstufe auch kommerzielle Satelliten und Raumsonden.
Vom Beginn des 21. Jahrhunderts bis 2016 war die Sojus die kommerziell erfolgreichste orbitale Rakete der Welt, zudem eine der verlässlichsten mit einer Zuverlässigkeitsquote von 97 %. Außerdem ist sie die einzige aktive Trägerrakete der Russischen Föderation, die für den bemannten Raumflug zugelassen ist. Kommerziell wird die Rakete von der Firma Starsem vermarktet, die sie seit 2011 auch vom europäischen Weltraumbahnhof in Kourou, Französisch-Guayana, starten ließ. Nach dem russischen Überfall auf die Ukraine wurden Sojus-Starts von Guyana gestoppt und geplante Starts für Galileo voraussichtlich zeitlich verzögert mit Ariane-Raketen durchgeführt.

## Technik

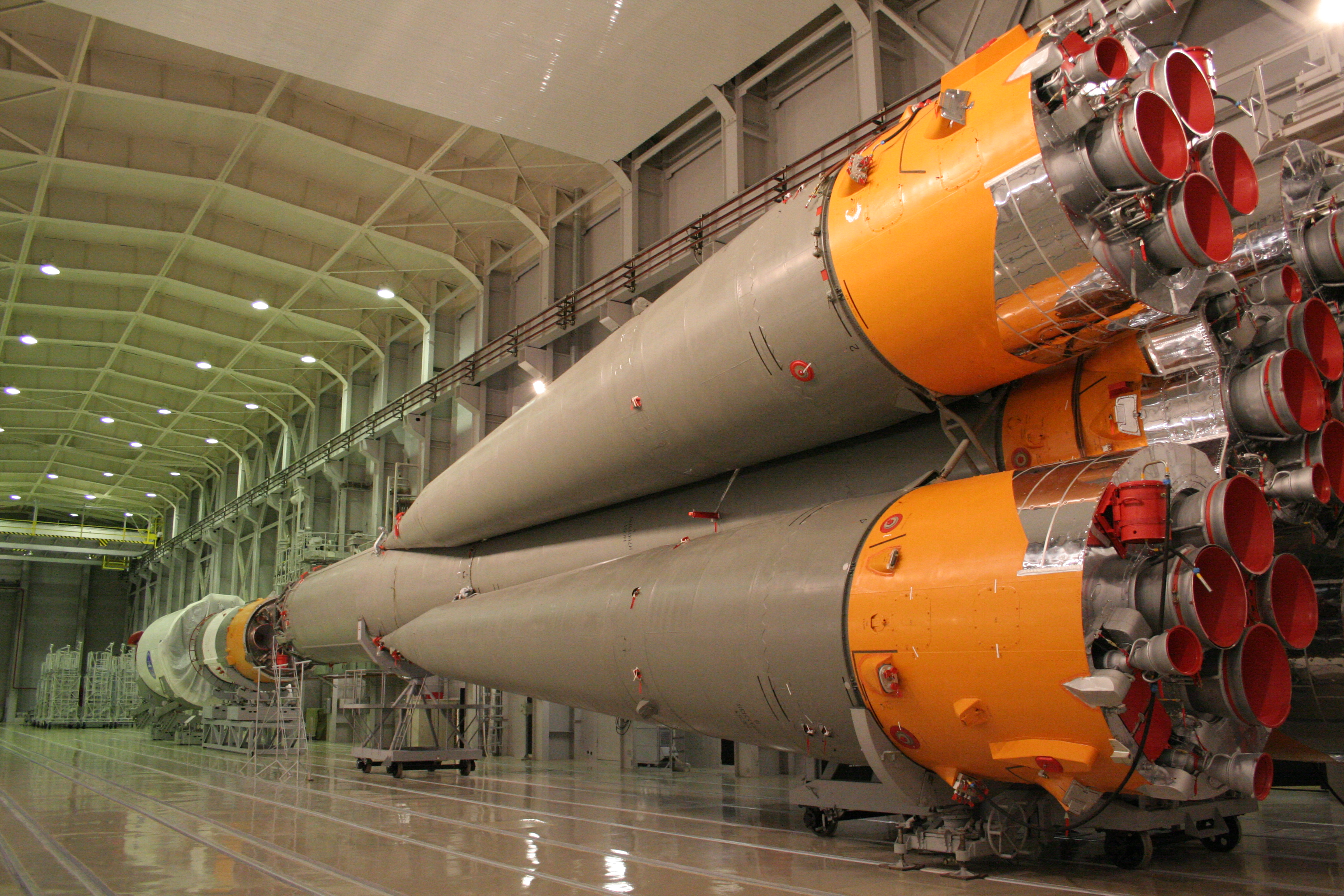
Sojus-FG bei der Montage in Baikonur: Zentralblock mit Boostern und Nutzlastverkleidung mit dem bereits integrierten Raumschiff

Die erste Stufe der Sojus besteht aus vier Boostern mit jeweils vier Brennkammern und pro Brennkammer einer Düse (RD-107). Diese Booster sind jeweils 19,6 m lang, besitzen einen Maximaldurchmesser von 2,68 m und wiegen leer etwa 3,5 t, beim Start 44,5 t. Sie werden als Block B, W, G und D (nach dem zweiten bis fünften Buchstaben des kyrillischen Alphabets: Б, В, Г, Д) bezeichnet.
Die zweite Stufe als Zentralblock (Block A) ist den Erststufenboostern in Aufbau sehr ähnlich, besitzt aber einen verlängerten Tank und ein modifiziertes, für den Betrieb im Weltraum optimiertes Triebwerk (RD-108). Dadurch konnte man eine Neuentwicklung der Brennkammer für höheren Druck und höhere Temperaturen vermeiden. Die Stufe ist 27,8 m lang und besitzt einen Durchmesser von maximal 2,95 m, eine Leermasse von 6,9 t und eine Masse beim Start von 104,5 t. Da man anfangs noch keine Erfahrungen mit im Flug zündenden Stufen hatte, wurden beide Stufen einfach gleichzeitig gestartet, wobei alle fünf Haupt- und zwölf Vernier-Steuertriebwerke (jeweils zwei an den vier Boostern RD-107 und vier am RD-108) zünden. Die Triebwerke der ersten beiden Stufen verbrennen Kerosin und flüssigen Sauerstoff (LOX). Nach zwei Minuten ist der Treibstoff der Booster verbraucht und sie werden abgetrennt. Die Zweitstufe brennt noch etwa weitere 2,5 Minuten.
Die Triebwerke wurden laufend in ihrer Leistung gesteigert.

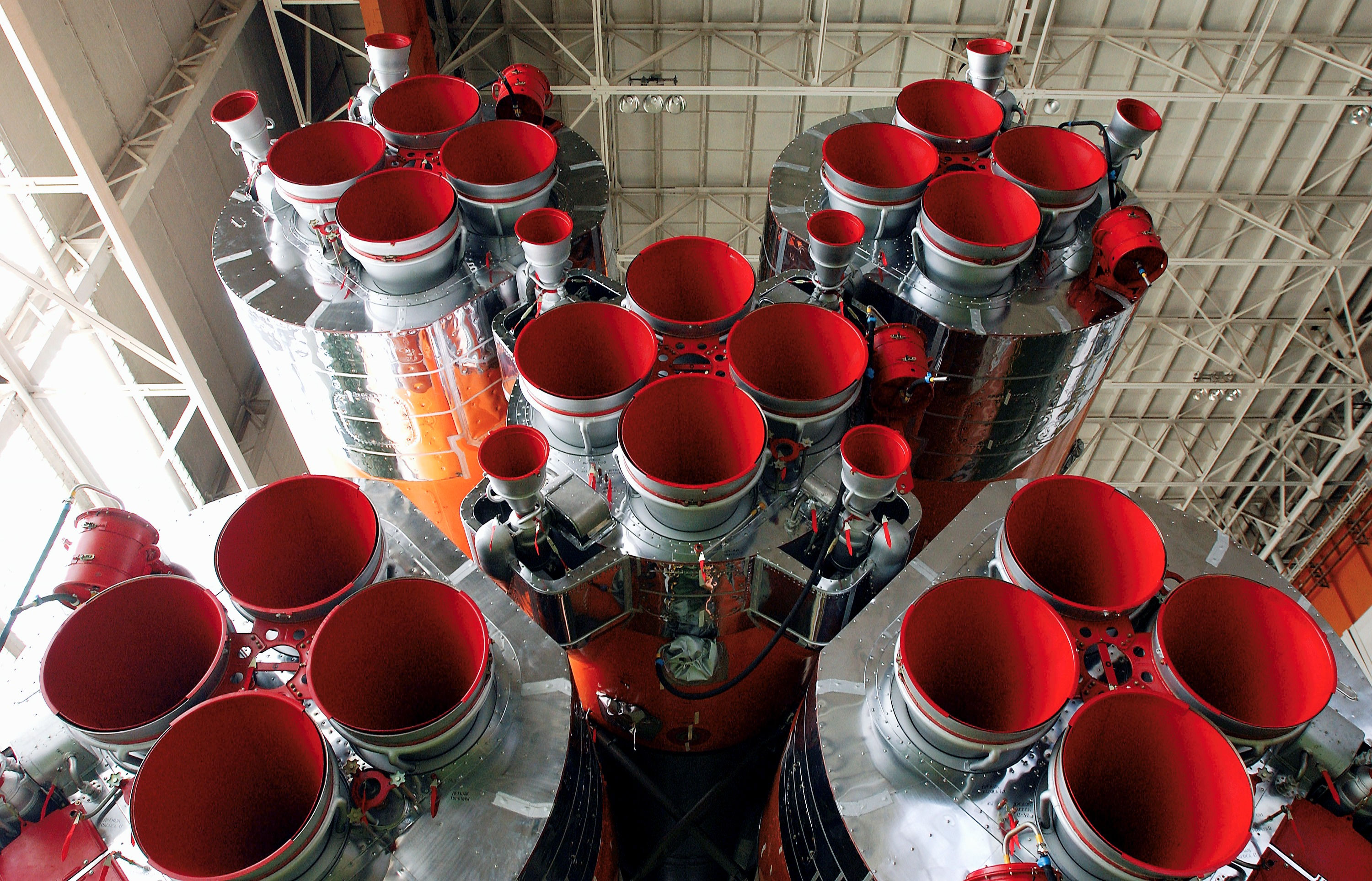
Triebwerke der ersten und zweiten Stufe einer Sojus-FG-Rakete

Die dritte Stufe der Sojus wird von einem RD-0110-Triebwerk mit 298 kN Schub angetrieben, das ebenfalls Kerosin und flüssigen Sauerstoff (LOX) verbrennt. Die Stufe wird als Block I (sprich „i“, russ. И) bezeichnet. Sie wird mit der zweiten Stufe der Rakete, dem Block A, durch einen Gitterrohradapter verbunden und wird zwei Sekunden vor dem Brennschluss des Blocks A gezündet, was man als heiße Stufentrennung bezeichnet und die Hauptstufe von der Drittstufe wegdrückt. Dazu ist ein Ablenkkonus aus Titan auf dem Ende der Hauptstufe installiert. Die dritte Stufe hat eine Länge von 6,74 m, einen Durchmesser von 2,66 m und wiegt leer 2,36 t und beim Start etwa 25 t. Die Brenndauer beträgt 250 s.

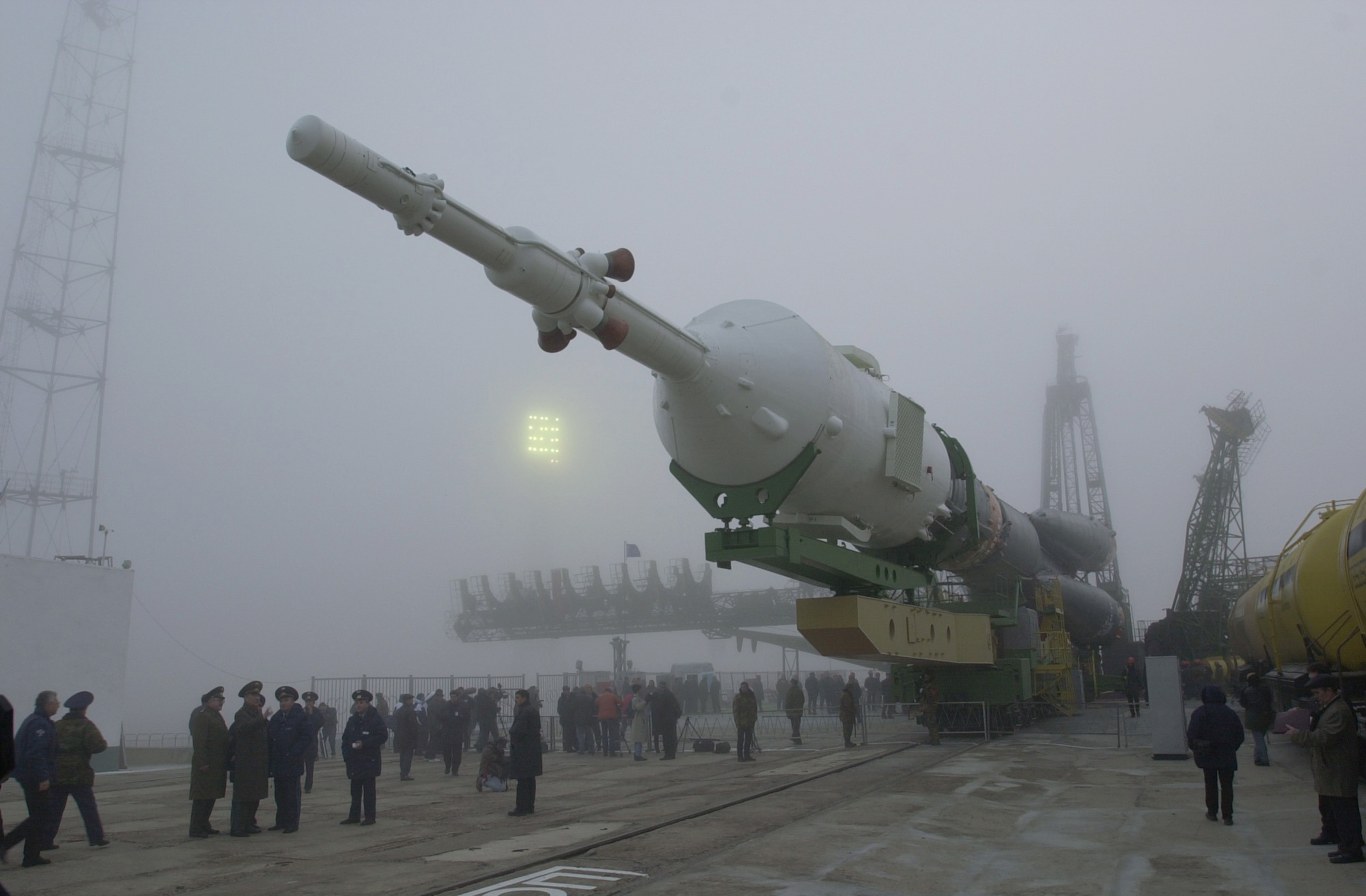
Aufrichten einer Sojus-U mit Sojus TM-31 an Bord, man sieht im Vordergrund das SAS-Rettungssystem auf der Spitze der Rakete (Baikonur, Oktober 2000)

Bei bemannten Einsätzen trägt die Sojus zusätzlich ein Rettungssystem (russisch система аварийного спасения, САС; zu Deutsch SAS) für Kosmonauten mit sich. Das System besteht aus einem Komplex von Feststoffraketen, der oben an der Sojus angebracht ist. Bei einem Fehlstart werden sie gezündet und tragen die Kabine mit den Kosmonauten innerhalb kürzester Zeit aus der Gefahrenzone. Am 26. September 1983 kam das Rettungssystem erstmals zum Einsatz, als eine Sojus-U direkt auf dem Starttisch explodierte. Das Rettungssystem rettete die Besatzung des Sojus-T-10-1-Raumschiffs nur Sekunden vor der Explosion. Zu einem weiteren Einsatz kam es 2018 bei der Mission Sojus MS-10, als die erste Stufentrennung teilweise fehlschlug und einer der Booster mit der Zweitstufe kollidierte. Die Besatzung konnte unverletzt gerettet werden. Zum Rettungssystem gehören auch die vier auffälligen rechteckigen Bauteile an den Seiten der Nutzlastverkleidung. Diese sogenannten Gitterflossen klappen bei Aktivierung des Rettungssystems aus und dienen der aerodynamischen Stabilisierung. Kleine Feststoffraketen an der äußersten Spitze dienen der Trennung der Nutzlastverkleidung vom Raumschiff. Bei einem normalen Startverlauf wird das Rettungssystem etwa 150 s nach dem Start abgeworfen.
Startanlagen für die Sojus-Rakete bestehen in den russischen Weltraumbahnhöfen Plessezk und (seit 2016) Wostotschny sowie am Kosmodrom Baikonur in Kasachstan; seit 2011 sind Sojus-Starts auch in Französisch-Guayana (Südamerika) möglich. Das Centre Spatial Guyanais liegt in Äquatornähe, was dem Sojus-System bei Starts in äquatoriale oder äquatornahe Umlaufbahnen bei gleicher Konfiguration eine höhere Nutzlast ermöglicht. Bemannte Raumflüge sind weiterhin auf den Startplatz Baikonur beschränkt, da das Sojus-Raumschiff bisher nur Notlandungen auf dem Festland beherrscht. Starts von Französisch-Guayana und Wostotschny aus führen hingegen über Wasser, und Plessezk ist zu weit nördlich gelegen.

## Versionen der Sojus
Im Laufe der Jahre entstanden mehrere Versionen der Sojus-Rakete. Sie unterschieden sich in den eingesetzten Triebwerken, Nutzlastverkleidungen und Treibstoffen. Alle Versionen verfügten über drei Stufen und wurden zum Befördern von Nutzlasten in niedrige Umlaufbahnen verwendet. Erst ab Ende der 1990er wurde bei der Sojus eine vierte Stufe zum Erreichen von höheren Orbits eingesetzt, da die bisher für diese Aufgabe verwendete vierstufige Molnija nicht flexibel genug war. Die Oberstufen der Sojus werden im eigenen Abschnitt behandelt.

### Frühe Versionen
- Sojus – (GRAU-Index 11A511) – Das ist die ursprüngliche Version der Sojus-Rakete, die zum ersten Mal am 28. November 1966 mit einem Sojus-Prototyp (Kosmos 133) an Bord flog und am 23. April 1967 das bemannte Sojus-1-Raumschiff ins All beförderte. Die Rakete verwendete RD-107-Triebwerke in der ersten Stufe, RD-108 in der zweiten und RD-0110 in der dritten. Die Startmasse betrug 308 t, die Länge 50,67 m. Neben den Sojus-Raumschiffen wurde sie auch zum Starten von zahlreichen Militärsatelliten der Kosmos-Reihe verwendet. Der letzte Flug fand am 24. Mai 1975 mit dem Sojus-18-Raumschiff statt.
- Sojus-L – (GRAU-Index 11A511L, russisch 11A511Л, Л steht für Лунный – zu Deutsch ‚lunar‘) – Eine Sojus, mit der Prototypen sowjetischer Mondlandefähren zu Testzwecken in die Erdumlaufbahn geschossen wurden. Sie unterschied sich von der Sojus durch eine andere Nutzlastverkleidung mit mehr als 12 m Länge und eine strukturell verstärkte Zentralstufe. Die Startmasse betrug 305 t, die Länge 44 m. Die Trägerrakete wurde nur drei Mal gestartet, das erste Mal am 24. November 1970 und das letzte Mal am 12. August 1971. Eine Skizze der Sojus-L gibt es hier.[3]
- Sojus-M – (GRAU-Index 11A511M, russisch 11A511М, М} steht für Модифицированный – zu Deutsch ‚modifiziert‘) – Über die Unterschiede zu einer gewöhnlichen Sojus gibt es nur wenige Informationen[4] Da das für den Transport vorgesehene militärische Sojus-7K-WI-Raumschiff aber etwa 300 kg zu schwer für die Nutzlastkapazität der normalen Sojus war, wurden bei dieser Version außer verschiedenen Gewichtseinsparungen auch der synthetische Treibstoff Sintin anstelle von Kerosin eingesetzt und die besten Triebwerke (aus der Serienstreuung) verwendet. Die Sojus-M wog 310 t und war 50,670 m hoch. Zwar kam das militärische Sojus-Raumschiff nie zum Einsatz, aber die acht gebauten Raketen wurden für den Start der militärischen Aufklärungssatelliten vom Typ Zenit-4MT in die Erdumlaufbahn eingesetzt. Der Erststart erfolgte am 27. Dezember 1971. Der letzte Start einer Sojus-M erfolgte am 31. März 1976.

### Sojus-U

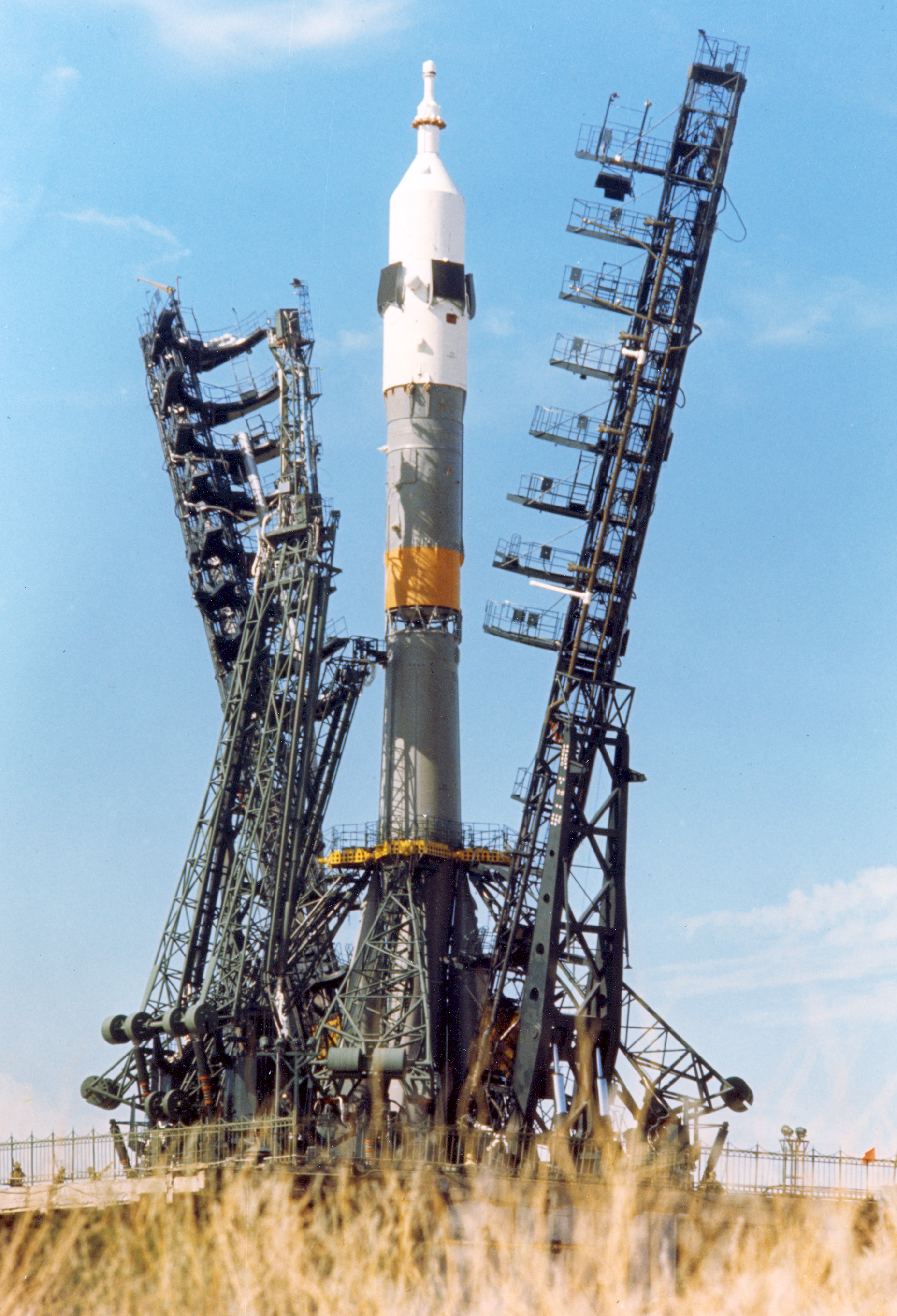
Sojus-U mit dem Raumschiff Sojus 19 auf der Startrampe (Baikonur, Juli 1975)

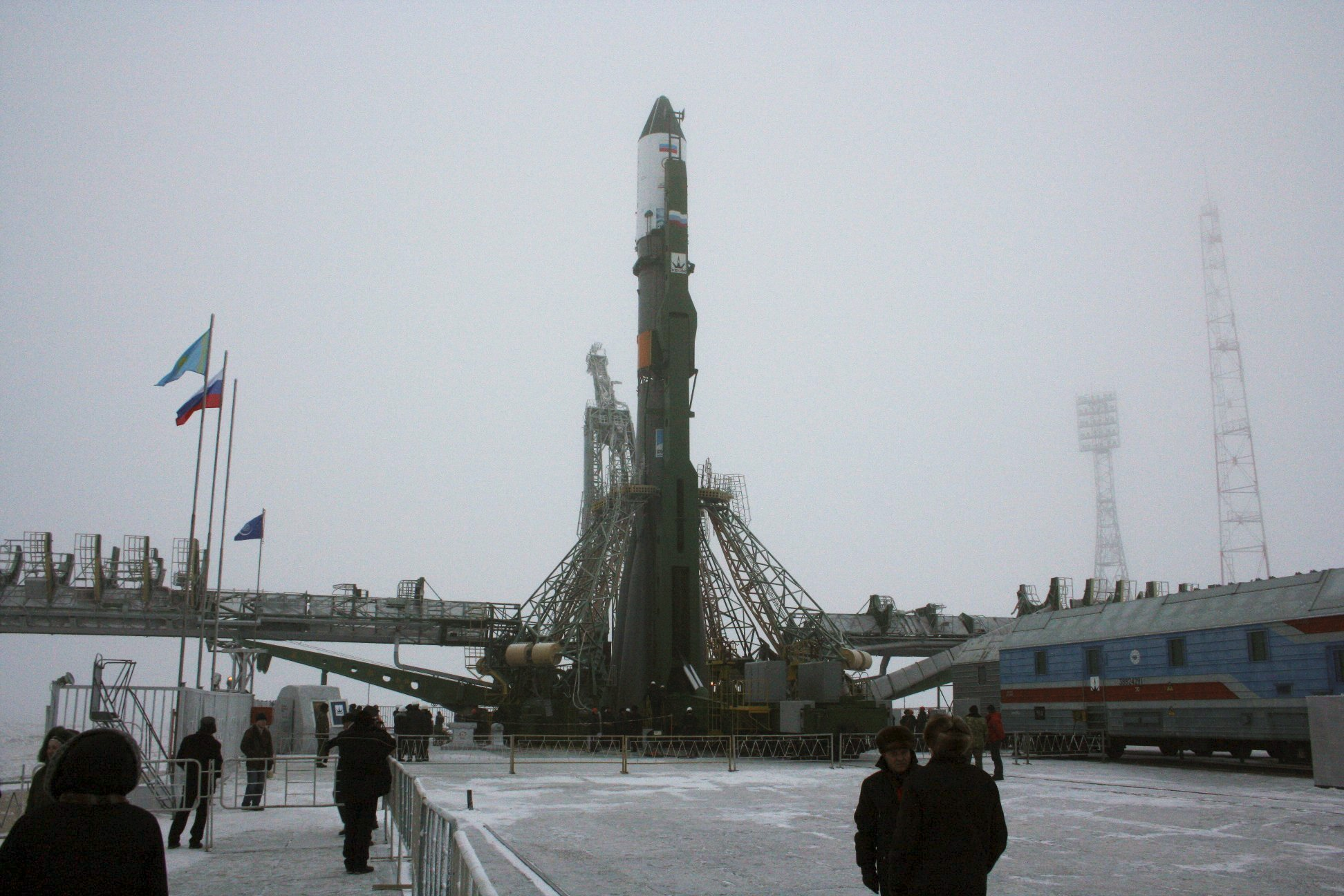
Sojus-U mit dem Versorgungsraumschiff Progress-M59 auf der Startrampe (Baikonur, Januar 2007)

Mit der Sojus-U – (GRAU-Index 11A511U, russisch 11A511У, У steht für Унифицированный – zu Deutsch ‚vereinheitlicht‘, ‚unifiziert‘), die zum ersten Mal am 18. Mai 1973 flog, wurden die Modifizierungen der letzten acht Jahre in einer standardisierten Rakete zusammengefasst. Die Modifizierungen betrafen Triebwerke und Booster der Rakete, außerdem wurden die Startvorbereitungsanlagen an die neue Rakete angepasst. Zusätzlich wurde der Treibstoff für die Zentralstufe gekühlt, was zu einer höheren Dichte und somit größeren Masse an Treibstoff führte. Die Triebwerke bekamen neue Bezeichnungen: RD-117 für die erste Stufe und RD-118 für die zweite. Die Sojus-U ist die am meisten verwendete Version der Sojus-Reihe, sie wog 313 t und hatte eine Höhe von 51,1 m. Die Nutzlastkapazität der Rakete betrug bei einem Start von Baikonur bis zu 6950 kg in einen 200 km hohen Orbit und bei einem Start von Plessezk bis zu 6700 kg in einen 220 km hohen Orbit. Diese Version war die mit über 700 Starts am weltweit häufigsten eingesetzte Ausführung einer Trägerrakete. Bei ihrem letzten Start am 22. Februar 2017 brachte sie den Raumfrachter Progress MS-05 zur ISS. Sie wurde durch die moderneren Sojus-FG und Sojus-2 abgelöst.
Die Variante Sojus-U2 – (GRAU-Index 11A511U2, russisch 11A511У2) – Sojus-U2 startete zum ersten Mal am 28. Dezember 1982 und verwendete im Gegensatz zur Sojus-U synthetisches Kerosin (Syntin) als Treibstoff für die Zentralstufe (Block A). Für den Einsatz mussten auch die Einspritzdüsen der Triebwerke modifiziert werden. Durch diese Änderungen stieg die Nutzlast der Rakete um 200 kg gegenüber der Sojus-U an. Die Sojus-U2 flog insgesamt über 80 Mal und wurde vor allem zum Starten von bemannten Sojus-Raumschiffen eingesetzt. Da jedoch zur Herstellung von Sintin die älteren Produktionsanlagen modifiziert werden mussten und somit der Preis des Treibstoffs gestiegen wäre, wurde die Produktion der Sojus-U2 Mitte der 1990er eingestellt und sie brachte bei ihrem letzten Flug am 3. September 1995 das Sojus TM-22 Raumschiff in den Orbit.

### Sojus mit Oberstufe
Um kommerzielle Satelliten sowie Raumsonden auf hohe Umlaufbahnen bringen zu können, wurde der Sojus eine vierte Raketenstufe hinzugefügt. Die vierte Stufe wird zusammen mit der Nutzlast von der Nutzlastverkleidung umhüllt.

#### Sojus-U/Ikar
Die Ikar-Stufe wurde von dem Antriebsmodul des russischen Kometa- bzw. Jantar-1-Aufklärungssatelliten abgeleitet und genutzt, um mit der Sojus-U Globalstar-Satelliten zu starten. Dabei wurden 1999 bei sechs Flügen 24 Globalstar-Satelliten ins All gebracht, jeweils vier Stück pro Flug. Sojus-U/Ikar ist 308 t schwer und 47,285 m hoch.
Ab 2000 wurde die Ikar durch die neue und leistungsfähigere Fregat ersetzt. Später entstand als Weiterentwicklung der Ikar die kleinere Wolga-Oberstufe, die vor allem mit der Raketenvariante Sojus-2.1w eingesetzt wird.

#### Sojus/Fregat
Die Fregat-Stufe wurde von dem Antriebsmodul der Raumsonden Phobos und Mars 96 abgeleitet und ist mit einem modernen digitalen Steuerungssystem ausgestattet. Sie wird vom russischen Unternehmen Lawotschkin gebaut. Fregat kann bis zu zwanzigmal wiedergezündet werden und ist somit ideal zum Aussetzen mehrerer Satelliten in verschiedenen Umlaufbahnen. Diese Tatsache wurde von der ESA genutzt, als sie eine Trägerrakete für ihre Cluster-Satelliten suchte. Der erste Start einer Sojus-U/Fregat fand am 8. Februar 2000 statt. Nach einem weiteren Testflug wurden bei zwei Sojus-U/Fregat-Flügen erfolgreich vier Cluster-Satelliten ins All gebracht. Dabei konnte Fregat ihre Leistungsfähigkeit und Zuverlässigkeit beweisen, als sie nach einem zu frühen Abschalten der dritten Stufe der Sojus die Steuerung des Fluges rechtzeitig übernahm und durch ihre überschüssige Treibstoffladung die Mission doch noch retten konnte. Hiermit endete bereits der Einsatz der Kombination Sojus-U/Fregat. Die Sojus-U/Fregat war 308 t schwer, 46,645 m hoch und konnte von Baikonur aus bis zu 2100 kg in den Geotransferorbit bringen.
Von 2003 bis 2012 wurde die Fregat mit der Raketenversion Sojus-FG zum Starten von Raumsonden (z. B. Mars Express) und kommerziellen Nutzlasten genutzt. Damit wurde die veraltete Molnija-Rakete ersetzt, die ebenfalls über vier Stufen verfügte und hochfliegende Satelliten startete. Seit 2006 ist die Fregat mit der Sojus-2.1 im Einsatz und seit 2011 mit der Sojus-ST. Bis 2019 fanden rund 80 Starts der verschiedenen Sojus-Varianten mit Fregat-Oberstufe statt.

### Sojus-FG
Seit 1992 wurde in Russland das Raketenprojekt „Rus“ (russisch Русь) – später Sojus-2 genannt – verfolgt, das eine Weiterentwicklung der Sojus-U zum Ziel hatte. Die verbesserte Rakete sollte über eine Nutzlastkapazität von etwa 7,5 t für den erdnahen Orbit verfügen. Da in der russischen Raumfahrtkasse das Geld fehlte, lief die Entwicklung der Rus beziehungsweise Sojus-2 in den 1990er Jahren nur schleppend. (Das Rus-Projekt sollte nicht mit dem neueren Rus-M-Projekt verwechselt werden, die eine komplette Neuentwicklung vorsah.)
Als Zwischenschritt und Übergangsversion zwischen der Sojus-U und der Sojus-2 entstand die Sojus-FG – (GRAU-Index 11A511FG, russisch 11A511ФГ). Die Triebwerke der ersten und zweiten Stufe wurden durch neue Einspritzköpfe und ein geändertes Mischungsverhältnis der Treibstoffe optimiert und erhielten die Bezeichnungen RD-107A und RD-108A. Zusätzlich wurde ein neues Flugkontrollsystem verbaut, welches die Änderung der Inklination während der Aufstiegsphase erlaubt, sowie ein neues Telemetriesystem integriert. Außerdem kommt eine größere Nutzlastverkleidung zum Einsatz. Die Rakete ist etwas stärker als die Sojus-U und kann dadurch die etwas schwereren Sojus-TMA Raumschiffe zur ISS starten. Als Nutzlastkapazität der Sojus-FG bei einem Start von Baikonur in einen 200 km hohen Orbit gab ZSKB-Progress zunächst 6900 kg an, später 7440 kg entsprechend der Masse der Raumfrachterversion Progress M.
Der erste Start erfolgte am 21. Mai 2001 mit einem Progress-M1-Frachter. Von der Mission Sojus TMA-1 bis Sojus MS-15 wurden alle bemannten Flüge des Sojus-Raumschiffs mit der Sojus-FG durchgeführt. Für kommerzielle Starts wurde auch eine neue Nutzlastverkleidung (S-Typ, Ø 3,715 m, Länge 7,7 m) eingeführt, die beispielsweise bei den Starts der Raumsonden Mars Express und Venus Express zum Einsatz kam. Zum Erreichen hoher Orbits wird die zusätzliche Fregat-Oberstufe eingesetzt.
Der 60. und letzte Flug der Sojus-FG fand im September 2019 mit dem Start von Sojus MS-15 statt. Damit endete auch der Einsatz von ukrainischen Bauteilen in Sojus-Raketen, ebenso wie die Nutzung des historischen Startplatzes 1 in Baikonur, von dem bereits der erste Satellit und der erste Mensch in den Weltraum geflogen waren.

### Sojus-2.1a/b
Nach der anfangs zögerlichen Entwicklung des Rus/Sojus-2-Projekts kam die Wende, nachdem in Kooperation mit dem europäischen Raumfahrtunternehmen Arianespace die Firma Starsem gegründet worden war, die seitdem die Sojus im Westen zum Start von kommerziellen Satelliten anbietet. Bald kamen die ersten Startaufträge und damit auch Geld in die Kassen, das zur Weiterentwicklung der Sojus verwendet werden konnte.

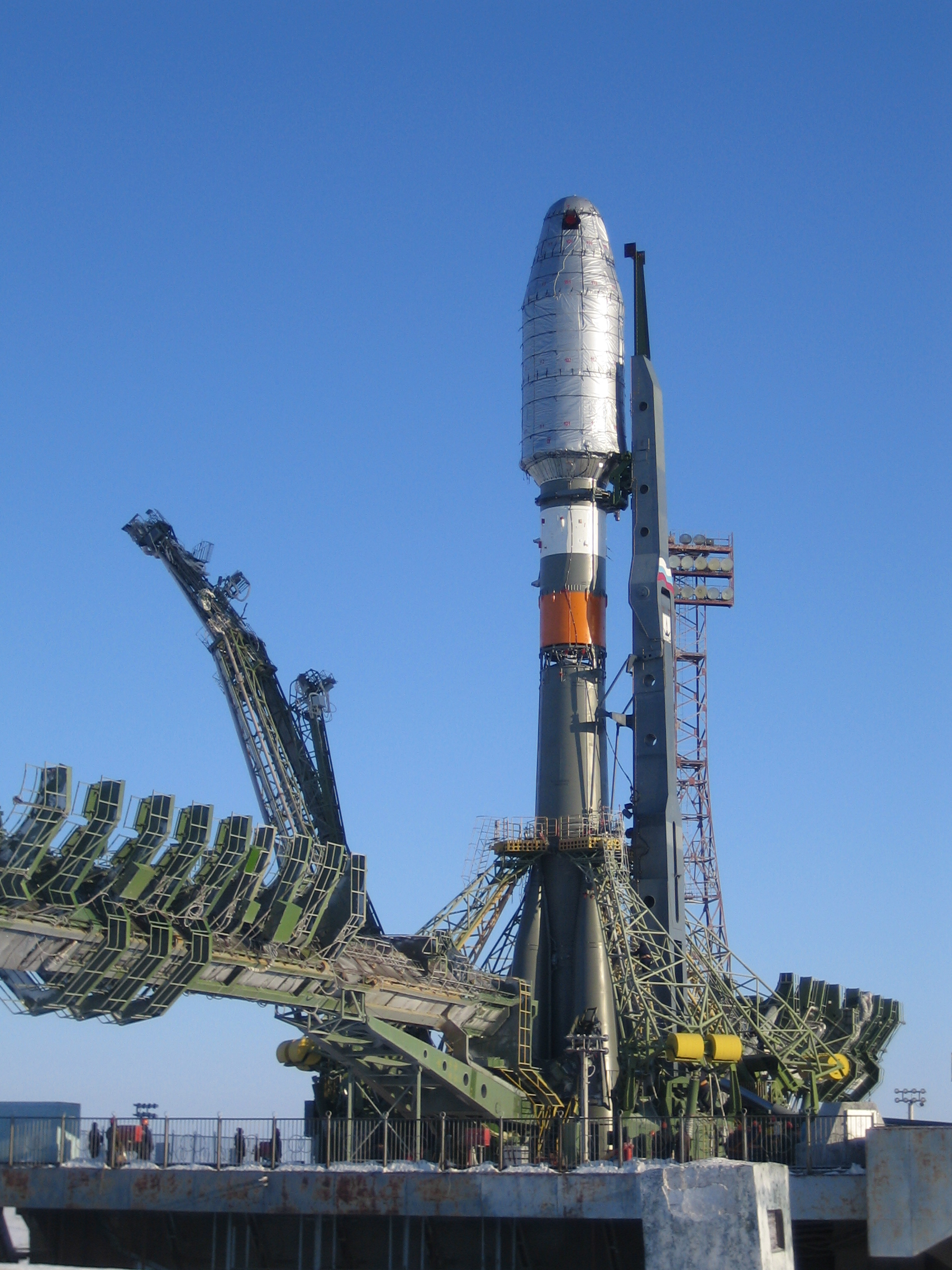
Sojus-2.1a mit MetOp an Bord

Am 8. November 2004 startete von Plessezk erfolgreich die Sojus-2.1a als zweite Rus-Entwicklungsstufe nach der Sojus-FG. Ab dieser Variante verfügt die Sojus über ein digitales Flugsteuersystem, das die alte, aus den 1960ern stammende analoge Steuerung ersetzt. Die digitale Steuerung, die ursprünglich bereits ab 2002 bei der Sojus-U verwendet werden sollte, ermöglicht eine flexiblere Flugplanung und eine effizientere Treibstoffnutzung, was der Nutzlastkapazität der Rakete zugutekommt. Von Baikonur aus kann die Sojus-2.1a bis zu 7020 kg in einen 200 km hohen Orbit befördern, und bei einem Start von Plessezk bis zu 6830 kg in einen 220 km hohen Orbit. Außerdem wurde die dritte Raketenstufe an das neue RD-0124-Triebwerk (Schub 298 kN, Spezifischer Impuls 3522 Ns/kg bzw. 359 s) angepasst, welches allerdings in dieser Raketenversion noch nicht zum Einsatz kommt.
Für die Sojus-2.1a wurde auch eine größere und geräumigere Nutzlastverkleidung („ST“-Typ, Ø 4,11 m, Länge 11,433 m) entwickelt. Die ST-Nutzlastverkleidung entspricht weitgehend in Größe und Form der Nutzlastverkleidung der Ariane 4. Sie kam erstmals beim zweiten Start der Sojus-2.1a am 19. Oktober 2006 zum Einsatz, als der europäische Wettersatellit MetOp-A unter Nutzung einer Fregat-Stufe ins All gebracht wurde.
Die Sojus-2.1b (Союз-2.1б) entspricht den ursprünglichen Planungen für die Sojus-2. Sie verwendet das verbesserte Triebwerk RD-0124, das die Leistung der dritten Stufe erhöht. Die Sojus-2.1b kann von Baikonur aus bis zu 8200 kg in einen 200 km hohen Orbit und von Plessezk aus bis zu 7.020 kg in einen 220 km hohen Orbit befördern. Sie startete erstmals am 27. Dezember 2006 von Baikonur mit dem COROT-Weltraumteleskop.

### Sojus ST-A/B in Kourou
Ende 2004 einigten sich die ESA und die russische Raumfahrtbehörde Roskosmos darauf, ab 2009 Sojus-Raketen von der neuzubauenden Startrampe ELS auf dem europäischen Weltraumbahnhof Centre Spatial Guyanais bei Kourou in Französisch-Guayana zu starten. Der Anlass dafür war, dass die Ariane 5 für viele Nutzlasten zu groß ist.
Für den neuen Standort wurde die Sojus leicht modifiziert. So wurde sie mit einem bei Alcatel Alenia Space gebauten Sicherheitssystem ausgestattet, welches die Triebwerke der Rakete bei einem Notfall von der Erde aus abschalten kann. Weiterhin wurden die vier Booster mit Flutventilen versehen, damit sie nach der Abtrennung schnell im Meer versinken. Zudem wurden Radarsensoren zur Flugbahnkontrolle eingebaut. Diese Anpassungen wurden für die beiden Varianten Sojus-2.1a und Sojus-2.1b vorgenommen, die in der „Kourou-Version“ Sojus ST-A bzw. Sojus ST-B heißen.
Die Bauarbeiten an der neuen Sojus-Startanlage wurden erst Mitte 2011 abgeschlossen, wobei die ESA den überwiegenden Teil der Baukosten trug, die auf 344 Millionen Euro beziffert wurden. Der erste Start einer Sojus in Kourou erfolgte am 21. Oktober 2011 in der Variante Sojus ST-B/Fregat mit zwei Galileo-Navigationssatelliten.
Da Kourou viel näher am Äquator liegt als Baikonur ist es energetisch günstiger, geostationäre Satelliten von dort zu starten, sodass eine Sojus in Kourou über eine höhere Nutzlastkapazität als in Baikonur oder auch in Wostotschny verfügt. Die Nutzlastkapazität der Sojus-ST-A wurde mit 2810 kg für einen Geotransferorbit und 4230 kg für einen 820 km hohen sonnensynchronen Orbit angegeben. Für die Sojus ST-B nannte Arianespace 3250 kg für eine Geotransferbahn, 1440 kg für einen Transport in eine geostationäre Bahn und 4440 kg für einen 820 km hohen sonnensynchronen Orbit.
Mitte der 2020er Jahre sollte die Sojus-ST durch die neue Rakete Ariane 62 ersetzt werden. Nach Beginn des russischen Angriffskriegs gegen die Ukraine im Jahr 2022 entschied sich die ESA jedoch für eine sofortige Beendigung der Zusammenarbeit mit Roskosmos in der unbemannten Raumfahrt, was zu einer mehrjährigen Krise der europäischen Raumfahrt führte.

### Sojus-2.1w

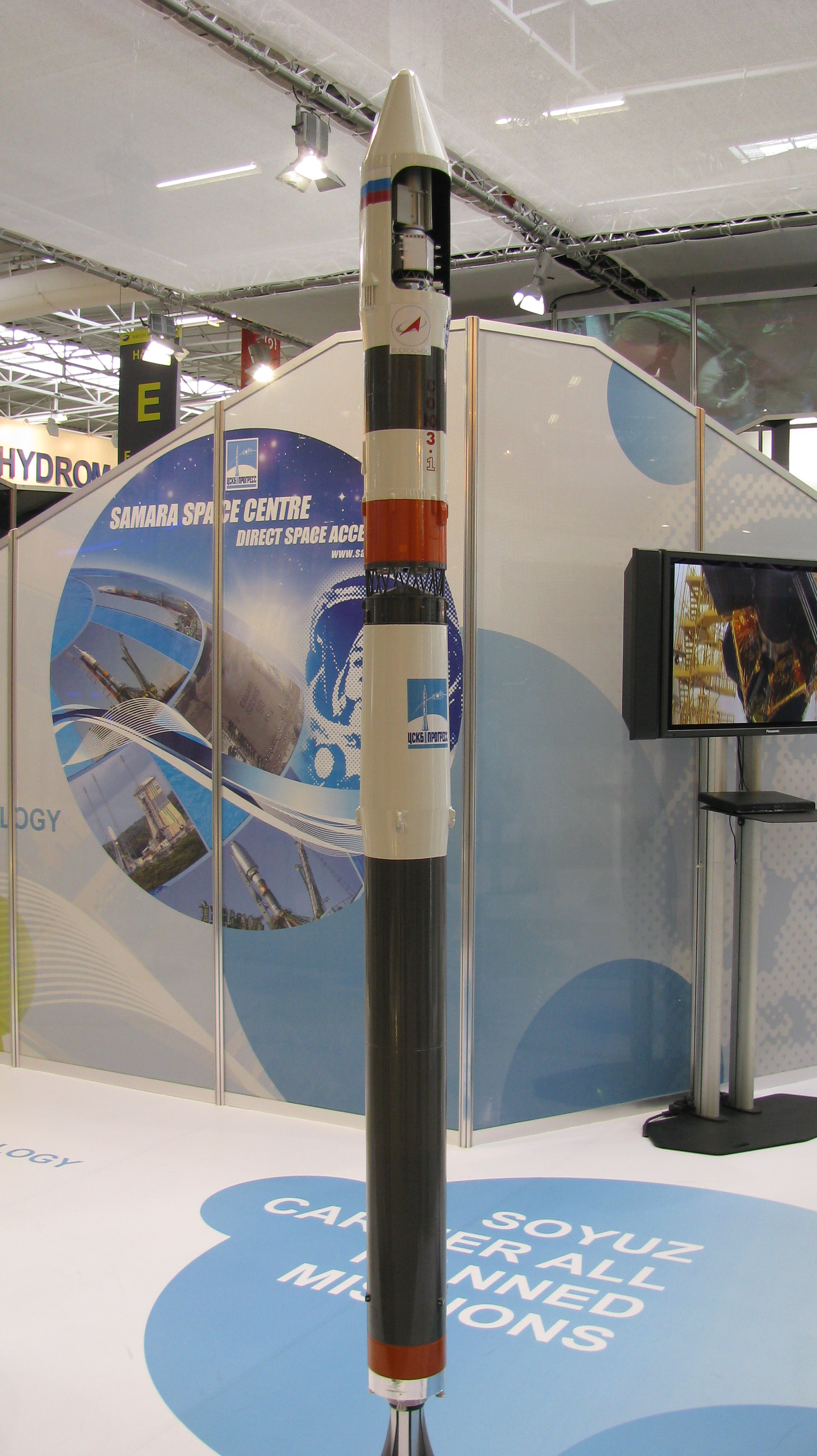
Modell der Sojus 2.1w auf der Pariser Luftfahrtschau 2011

Seit 2006 gab es Gespräche über eine weitere Entwicklungsstufe der Sojus-2, die anfangs als Sojus-1, später als Sojus-2.3 bezeichnet wurde. Diese sollte in der Zentralstufe ein Kusnezow-NK-33-Triebwerk einsetzen und somit dem Jamal/Aurora-Konzept ähneln (siehe dazu den entsprechenden Abschnitt dieses Artikels). Dieses Triebwerk stammt von der russischen Rakete N1, die ursprünglich für Mondflüge vorgesehen war. Es wird zwar nicht mehr produziert, jedoch waren noch etwa 30 Stück aus dem N1-Programm übrig geblieben. Die Nutzlastkapazität der Sojus-2.3 in niedrige Erdumlaufbahnen war mit 11 t beim Start von Baikonur oder Plessezk und 12,7 t von Kourou geplant. Durch den Einsatz einer wasserstoffbetriebenen Dritt- und/oder Oberstufe sollte die Nutzlastkapazität der Rakete noch weiter gesteigert werden.
Der erste Schritt in diese Richtung – bei dem es letztlich auch blieb – ist die Sojus-2.1w für kleinere Nutzlasten von bis zu 2,4 oder 3,0 t (bei 98,7° bzw. 82,4° Bahnneigung in 200 km Höhe). Bei dieser Raketenvariante entfallen die Erststufenbooster. Der Block A wurde verlängert und im Durchmesser vergrößert und erhielt vorläufig ein NK-33 als Triebwerk. Wenn die Lagerbestände an diesem Triebwerkstyp aufgebraucht sind, soll es durch das RD-193 ersetzt werden, eine Variante des RD-191-Triebwerks der Rakete Angara. Als zweite Stufe der Sojus-2.1w wurde die unveränderte Sojus 2.1b-Drittstufe (der Block I) übernommen, während die Fregat als optionale Oberstufe durch die teilweise neu entwickelte, wesentlich kleinere Wolga ersetzt wurde. Die Sojus-2.1w/Wolga kann zum Beispiel bis zu 1,4 t schwere Nutzlasten in eine 835 km hohe sonnensynchrone Umlaufbahn bringen.
Der erste Flug einer Sojus-2.1w fand am 28. Dezember 2013 mit Wolga-Stufe und drei Kleinsatelliten als Nutzlast statt, darunter der Forschungssatellit AIST 1. Bis Februar 2024 hatte sie zwölf Einsätze.
Der dreizehnte Einsatz am 5. Februar 2025 war auch der letzte.

### Sojus-2M
2019 wurde bekannt, dass die neue Sojus-Variante Sojus-2M in Entwicklung ist. Es soll sich um eine dreistufige Rakete handeln, die zu niedrigeren Kosten herstellbar ist als die Sojus-2.1. Russland reagiert damit auf den Preisdruck durch den US-Konkurrenten SpaceX, dessen Falcon-9-Rakete der jahrzehntelang marktführenden Sojus seit 2017 den Rang abläuft. Die Sojus-2M ist für den Transport von zwei bis drei Tonnen schweren Nutzlasten in sonnensynchrone Umlaufbahnen vorgesehen.

### Nicht realisierte Weiterentwicklungen
Auf der Basis der Sojus-2 entstanden mehrere Projekte für leistungsstärkere Raketen, die wegen Finanzierungsproblemen und/oder Mangel an Anwendungsgebieten nicht verwirklicht wurden. Hier sollen die bekanntesten davon beschrieben werden.

#### Jamal
Jamal (russisch Ямал, englisch Yamal; benannt nach der Jamal-Halbinsel im Nordwesten Sibiriens) war das Projekt einer weitgehend auf der Sojus basierenden Trägerrakete, die 1996 von RKK Energija zur Realisierung vorgeschlagen wurde. Dabei setzten sich die Entwickler das Ziel, die Nutzlastkapazität drastisch zu erhöhen, ohne jedoch die äußeren Formverhältnisse der Rakete zu verändern, um so die Startanlagen der Sojus weiterhin nutzen zu können. Zudem sollte zur Herstellung der Jamal möglichst auf bereits vorhandene Produktionsanlagen zurückgegriffen werden können. Ihren Namen erhielt die Rakete von den Jamal-Kommunikationssatelliten des russischen Erdgaskonzerns Gazprom, die mit der neuen Rakete gestartet werden sollten (Start erfolgte 1999 mit einer Proton).
Die erste Stufe (die Booster) der Jamal sollte weitgehend unverändert von der Sojus-U übernommen werden. Als Antrieb der zweiten Stufe (Zentralstufe) war ein einzelnes Kusnezow-NK-33 vorgesehen. Zusätzlich zum Einbau des NK-33 wurde der geplante Durchmesser des Zentralblocks der Rakete auf maximal 3,44 m erhöht (in der Sojus 2,66 m) und dessen Treibstoffzuladung bis auf 141 t (50 t mehr als in der Sojus) angehoben. Der Durchmesser der dritten Stufe sollte ebenfalls erhöht werden, was eine Treibstoffzuladung von 30 t erlaubt hätte. Die Stufe wäre von einem RD-0124 angetrieben worden, das auch bei der Sojus-2 verwendet wird. Außerdem sollte die Rakete eine vierte Stufe mit dem Namen Taimyr (russisch Таймыр) erhalten, die von dem Blok-D der Proton-Rakete abgeleitet wird. Gleichzeitig sollte die Rakete eine neue und größere Nutzlastverkleidung erhalten.
Die Startmasse der Jamal sollte 374 t betragen, somit hätte man sie von den Startanlagen der Sojus in Baikonur und Plessezk starten können, die maximal 400 t schwere Raketen tragen können. Die Nutzlastkapazität wurde mit 11,8 t in einen 200 km hohen Orbit von Baikonur aus, 11,3 t in einen 200 km hohen Orbit von Plessezk aus und 1,36 t in den GEO angegeben.
Obwohl die Rakete mit anscheinend geringen Modifikationen und bereits fertigen, von der N1 übrig gebliebenen NK-33 Triebwerken entwickelt werden konnte, fehlte dafür das Geld, so dass Jamal nicht verwirklicht wurde. Bereits 1999 entstand auch das Projekt der Aurora, einer Exportvariante der Jamal.

#### Aurora
Aurora (Аврора ‚Morgenröte‘) ist eine Variante der Jamal, die 1999 zum ersten Mal vorgestellt wurde. Aurora sollte von einer neuen Startanlage auf der zu Australien gehörigen Weihnachtsinsel im Indischen Ozean starten, zuvor sollten Testflüge von Baikonur aus erfolgen. Die Kosten für den Bau der Anlage und der Infrastruktur wurden mit umgerechnet etwa 500 Millionen US-Dollar beziffert und sollten von privaten Investoren getragen werden. Aurora sollte vornehmlich zum Start von kommerziellen Kommunikationssatelliten im mittleren Massesegment eingesetzt werden. Nach einigen vorbereitenden Arbeiten wurde die Finanzierung des Projekts jedoch wieder eingestellt.
Das Aurora-Konzept unterschied sich nur geringfügig von Jamal. Die wichtigsten Unterschiede sind ein verbessertes NK-33-1-Triebwerk in der Zentralstufe sowie eine noch geräumigere Nutzlastverkleidung. NK-33-1 ist eine Variante des NK-33, die über eine ausfahrbare Düse verfügt hätte. Die Düse sollte in etwa 10 km Höhe weiter ausgefahren werden, um das Triebwerk an verschiedene Phasen des Flugs besser anzupassen. Allein dadurch sollte die Nutzlastkapazität der Rakete um etwa 2 % steigen. Zusätzlich zum NK-33-1 sollte in der Zentralstufe ein mit vier Brennkammern ausgestattetes RD-0124R-Triebwerk zur Steuerung der Rakete eingebaut werden. Dies ist eine Variante des später für die Sojus-2.1w verwendeten RD-0124. Da sich diese Art von Steuerung als technisch schwer realisierbar erwies, entschied man, das RD-0124R nicht zu entwickeln und stattdessen das NK-33-1 Triebwerk schwenkbar einzusetzen, wozu man das Kreuzgelenk des RD-0120-Triebwerks der Energija-Rakete verwendet hätte. In der ersten Stufe (Booster) sollten RD-107A-Triebwerke der Sojus-FG eingesetzt und die dritte Stufe sollte von einem RD-0154 angetrieben werden. Das RD-0154 wäre eine Variante des RD-0124 mit einer Brennkammer gewesen; das Triebwerk sollte schwenkbar gelagert werden und über eine ausfahrbare Düse verfügen. Als vierte Stufe war mit Korwet (russisch Корвет, englisch Corvet ‚Korvette‘) ähnlich wie bei Jamal eine von dem Block D der Proton-Rakete abgeleitete Stufe geplant, die von einem 11D58MF-Triebwerk angetrieben werden sollte. Die Leermasse der Korwet-Stufe war mit 1649 kg geplant, die Treibstoffzuladung mit 10 t. Die Rakete sollte sowohl in dreistufiger (niedrige Umlaufbahnen) als auch in vierstufiger Konfiguration (hohe Umlaufbahnen) fliegen. Die Startmasse der vierstufigen Variante sollte 379 t betragen.
Durch die Verbesserungen an der Rakete und das Verlegen des Startplatzes näher an den Äquator sollte die Nutzlastkapazität der Aurora auf 11.860 kg in einen 200 km Orbit mit einer Bahnneigung von 11,3° steigen. In Geotransferorbit sollten 4.350 kg möglich sein, und beim direkten Transport in geostationäre Umlaufbahnen 2.600 kg.

#### Onega
Die Onega (russisch Онега, benannt nach dem Fluss Onega) wurde 2004 von RKK Energija als der zukünftige Träger für das neue bemannte Raumschiff Kliper vorgeschlagen. Ihre Nutzlastkapazität wurde mit etwa 14,5 t für den erdnahen Orbit angegeben. Für die Booster und den Zentralblock war ein Flüssigkeitsantrieb mit Kerosin und LOX geplant, wobei in Letzterem das RD-191 eingesetzt werden sollte, das Haupttriebwerk der Angara. Für die dritte Stufe war hingegen ein hochenergetischer Antrieb mit flüssigem Sauerstoff und Wasserstoff (LOX/LH2) geplant; hierfür sollte das RD-0146-Triebwerk entwickelt werden. Auch die vierte Stufe namens Jastreb (russisch Ястреб ‚Habicht‘, englisch Yastreb) für Einsätze in hohe Orbits wäre mit LOX/LH2 betrieben worden. Diese Stufe hätte ein RD-0126- oder ein RD-0126E-Triebwerk (eine Variante des RD-0126 mit einer modifizierten Düse) verwendet. Die Startmasse der Onega sollte 376 t betragen. Bei einem Start mit Kliper sollte eine dreistufige Version ohne Nutzlastverkleidung eingesetzt werden, wobei Kliper auf die Spitze der Rakete aufgesetzt worden wäre.
Da im Laufe des Jahres 2004 die russische Raumfahrtbehörde eine Angara-Rakete oder in Kooperation mit der Ukraine eine Zenit-Rakete für den Transport von Kliper bevorzugte, wurde das Projekt der Onega vorerst auf Eis gelegt. Nachdem die europäische Raumfahrtbehörde ESA Mitte 2005 ihr Interesse am Kliper bekundet hatte, war Onega bzw. eine ähnliche Rakete mit einem NK-33-1 in der Zentralstufe unter der Bezeichnung Sojus-3 als Träger wieder im Gespräch, denn sie würde einen Start des Raumschiffs vom europäischen Weltraumbahnhof in Kourou erlauben, wo sowohl eine Startanlage für die Sojus-2 existiert als auch bereits eine LH2-Infrastruktur für die Ariane 5. Bei der Versammlung des Europäischen Weltraumrates im Dezember 2005 wurden jedoch keine finanziellen Mittel für Kliper genehmigt.

### Sojus-5 bis -7
Unter dem Projektnamen Sojus-5 (ursprünglich Sunkar, auch Irtysch) begann Roskosmos 2013 mit dem Entwurf einer neuen Raketenfamilie, die nicht mehr auf der R-7 basiert, aber wie diese von RKZ Progress gebaut werden soll. Der Entwurf umfasst vier Raketenvarianten mit Nutzlastkapazitäten von 3, 9, ca. 17 und 26 Tonnen beim Transport in niedrige Erdumlaufbahnen (LEO). Sowohl die Sojus-2 als auch die veraltete Proton und die nicht mehr verfügbare ukrainisch-russische Rakete Zenit könnten damit ersetzt werden.
Seitdem wechselten die Bezeichnungen und Entwürfe für diese Raketenfamilie. Bis Anfang 2019 war eine zweistufige Sojus-5 mit einem RD-171M-Erststufentriebwerk und einem zwei RD-124 als Antrieb der oberen Stufe geplant. Die Höhe dieser Rakete gab Roskosmos mit 61,9 Metern beziehungsweise 65,9 Metern einschließlich des Raumschiffs Federazija an. Die LEO-Nutzlastkapazität bei einem Start von Baikonur sollte bei 17 oder 18 t liegen; für GTO-Starts waren 5 t geplant. Ein erster Start wurde für 2022 angekündigt.
Im Sommer 2019 wurde diese Rakete bei unveränderten Leistungsdaten in Sojus-6 umbenannt und der Erstflugtermin auf 2025 verschoben; die Bezeichnung Sojus-5 erhielt stattdessen die nächstkleinere Variante mit 9 t LEO- und 2,3 t GTO-Nutzlastkapazität. Bei beiden Modelle soll nun in der oberen Stufe das bereits für die Onega geplante Triebwerk RD-0146 verwendet und mit Flüssigsauer- und Wasserstoff betrieben werden. Der erste Probeflug der „neuen“ Sojus-5 wurde für 2023 angekündigt.
Anfang 2020 wurde unter der Bezeichnung Sojus-5 wieder eine Rakete mit 17 t LEO-Kapazität verstanden. Außerdem stellte Roskosmos eine Variante namens Sojus-7 in Aussicht, die anstelle der Zenit von der schwimmenden Plattform Sea Launch starten soll.
Die kleinste Variante soll „Sojus-5 Light“ heißen und wiederverwendbar sein.

## Bau und Start

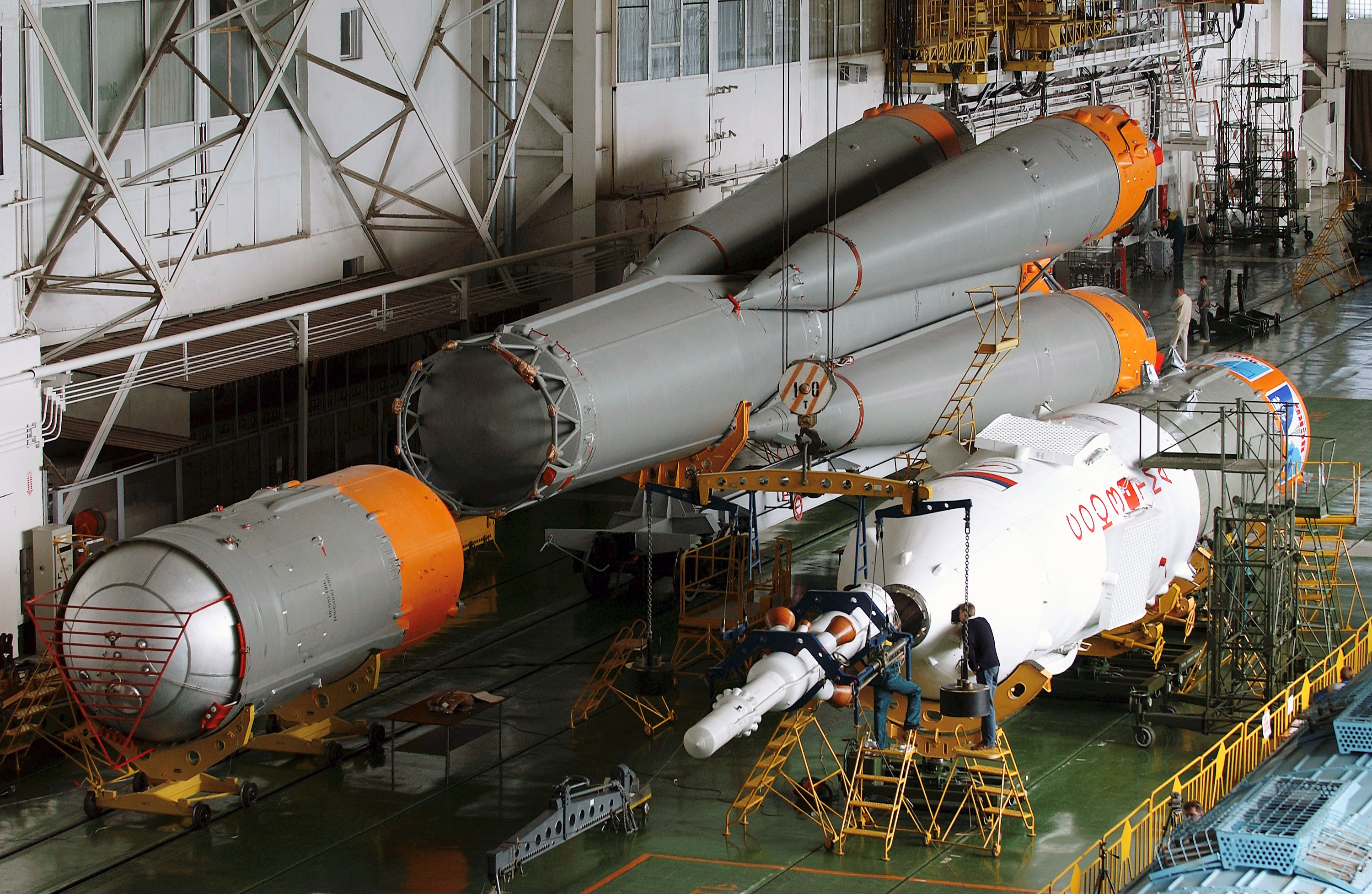
Sojus-FG mit Sojus TMA-5 bei der Montage in Baikonur. Man sieht den Zentralblock mit den Boostern, die kleinere dritte Stufe und die Nutzlastverkleidung mit dem bereits integrierten Raumschiff

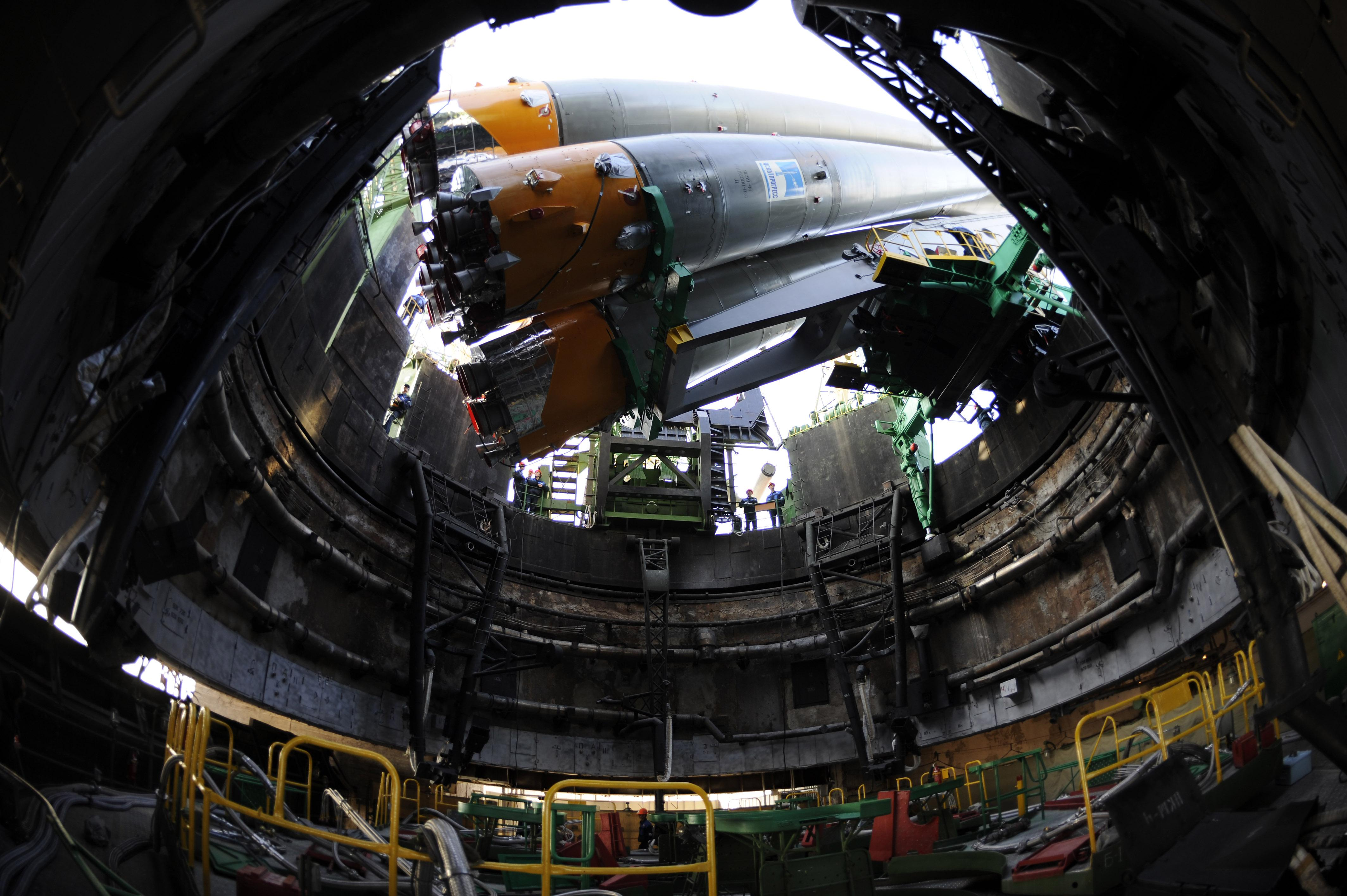
Sojus TMA-13 beim Aufrichten

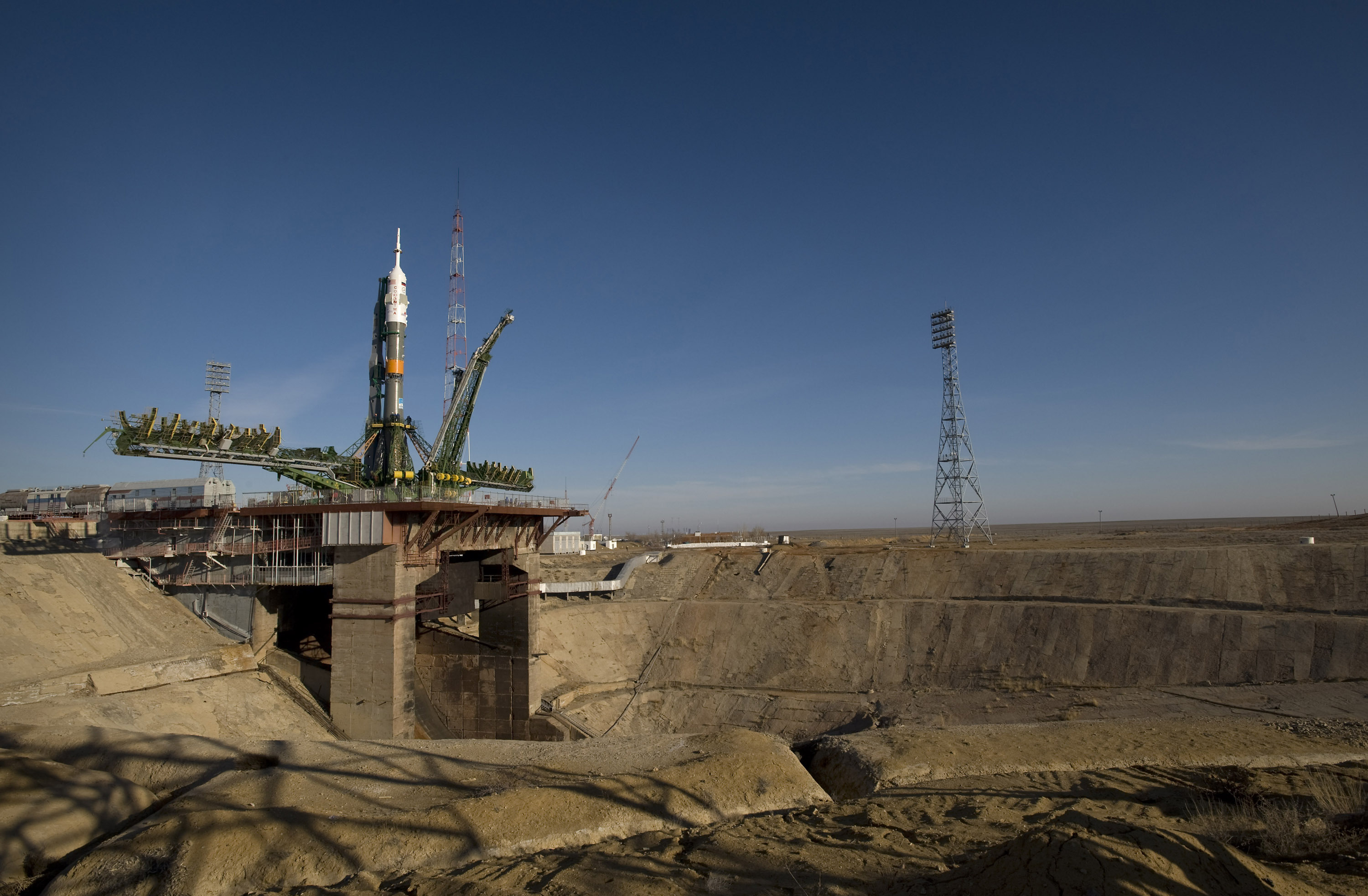
Sojus TMA-14 vor dem Start auf der Startrampe

Die Sojus wird von Starsem vermarktet und vom russischen Hersteller TsSKB-Progress (Samara Space Center) gebaut. Die von verschiedenen Firmen gelieferten Raketenteile werden in einem speziellen Montage- und Prüfgebäude horizontal zusammengefügt. In Kourou erfolgt das Aufrichten schon kurz nach dem Verlassen des Montagegebäudes. Die Rakete wird dort bis zum Start aus klimatischen Gründen noch von einem zusätzlichen fahrbaren Wartungsturm bis zur Startrampe umschlossen. Nach dem Aufsetzen der (voll betankten und ausgerüsteten) Nutzlast wird die Rakete mit einem Spezialfahrzeug per Schiene zur etwa 2 km entfernten Startplattform bewegt. Erst dort wird die Rakete hydraulisch in ihre senkrechte Position gebracht, auf dem drehbaren Starttisch exakt in die spätere Startrichtung (Inklination) ausgerichtet und in die Startplattform über der etwa 25 m tiefen Grube eingehängt. Die Rakete steht dabei nicht auf dem Starttisch, sondern ist an den vier Auslegern etwa in Höhe der Enden der Booster eingehängt, was es ermöglichte, die Rakete weniger stabil und damit (durch die verringerte Strukturmasse) leichter zu bauen. Zusätzlich werden die beiden Hälften des Wartungs- und Kontrollturmes nun in Position gebracht. Etwa acht Stunden vor dem Start beginnt der finale Countdown. Betankt wird die Rakete in der Regel erst wenige Stunden vor dem Start. Bei bemannten Missionen trifft die Besatzung etwa zweieinhalb Stunden vor dem Start ein und nimmt im Raumschiff Platz. Eine Stunde vor dem Start werden die Wartungstürme zurückgeklappt und 15 Minuten vor dem Start wird die eigenständige Energieversorgung eingeschaltet und das Rettungssystem aktiviert. Sechs Minuten vor dem Start wird der automatische Start eingeleitet, der Kabelmast und der Betankungsmast werden weg geschwenkt. Zweieinhalb Minuten vor dem Start werden Tanks mit Stickstoffgas unter Druck gesetzt und 45 Sekunden vor dem Start komplett auf die interne Stromversorgung umgeschaltet. 20 Sekunden vor dem Abheben wird dann das Startkommando gegeben (Point of no return), drei Sekunden später zünden die Triebwerke und drei Sekunden vor dem Abheben erreichen die Triebwerke ihre volle Leistung. Nun öffnen sich die Ausleger blütenförmig durch ihr Eigengewicht und durch den Wegfall des Gewichtes der Rakete aufgrund deren Schubes beim Start. Etwa 118 Sekunden später werden die Booster und nach 226 Sekunden wird die Nutzlastverkleidung abgeworfen. Nach 288 s ist die zweite Stufe ausgebrannt und wird abgeworfen und nach 295 s der untere Teil der Verkleidung der dritten Stufe, die bis zu Sekunde 528 weiter arbeitet und sich dann abtrennt. Bei unbemannten Missionen mit einer vierten Stufe zündet diese etwa bei Sekunde 588. Beim Startvorgang treten Beschleunigungen bis zu 4,3 g kurz vor dem Abtrennen der ersten Stufe und noch einmal knapp 3,5 g kurz vor Brennschluss der Drittstufe auf.

## Technische Daten
| Version                 | R7       | Sojus     | Sojus U   | Sojus-U2  | Sojus-FG  | Sojus-2.1a Sojus ST-A | Sojus-2.1b Sojus ST-B | Sojus-2.1w         |
| ----------------------- | -------- | --------- | --------- | --------- | --------- | --------------------- | --------------------- | ------------------ |
| Stufen                  | 2        | 3         | 3–4       | 3         | 3–4       | 3–4                   | 3–4                   | 2–3                |
| Erste Stufe             | 4×RD-107 | 4×RD-107  | 4×RD-117  | 4×RD-117  | 4×RD-107A | 4×RD-107A             | 4×RD-107A             | 1×NK-33 1×RD-0110R |
| Zweite Stufe            | 1×RD-108 | 1×RD-108  | 1×RD-118  | 1×RD-118  | 1×RD-108A | 1×RD-108A             | 1×RD-108A             | 1×RD-0124          |
| Dritte Stufe            | —        | 1×RD-0110 | 1×RD-0110 | 1×RD-0110 | 1×RD-0110 | 1×RD-0110             | 1×RD-0124             | —                  |
| Schub (am Boden)        | 3904 kN  | 4038 kN   | 4030 kN   | 4088 kN   | 4143 kN   | 4143 kN               | 4143 kN               | 1780 kN            |
| Startmasse              | 280 t    | 308 t     | 313 t     | 313 t     | 305 t     | 311 t                 | 311 t                 | 157 t              |
| Höhe (maximal)          | 34 m     | 50,67 m   | 51,1 m    | 51,1 m    | 49,5 m    | 50,7 m                | 50,7 m                | 44 m               |
| Nutzlast (LEO 200 km) 1 | —        | 6,45 t    | 6,95 t    | 7,15 t    | 7,44 t    | 7,02 t ?              | 8,2 t 9,0 t           | 2,4–3,0 t          |
| Nutzlast (GTO) 1        | —        | —         | 2,1 t     | —         | —         | 1,8 t 2,81 t          | ? 3,25 t              | —                  |

## Erststufen-Abfall
Die Booster der ersten Stufe der Sojus-Raketen, die von Baikonur aus starten, gehen in der Kasachensteppe nieder und werden dort von Schrottsammlern geborgen und verwertet.

## Startliste
Alle seit 1990 durchgeführten Starts sind in der Startliste der Sojus-Rakete aufgeführt.